# Wohnanlage Hamburger Straße

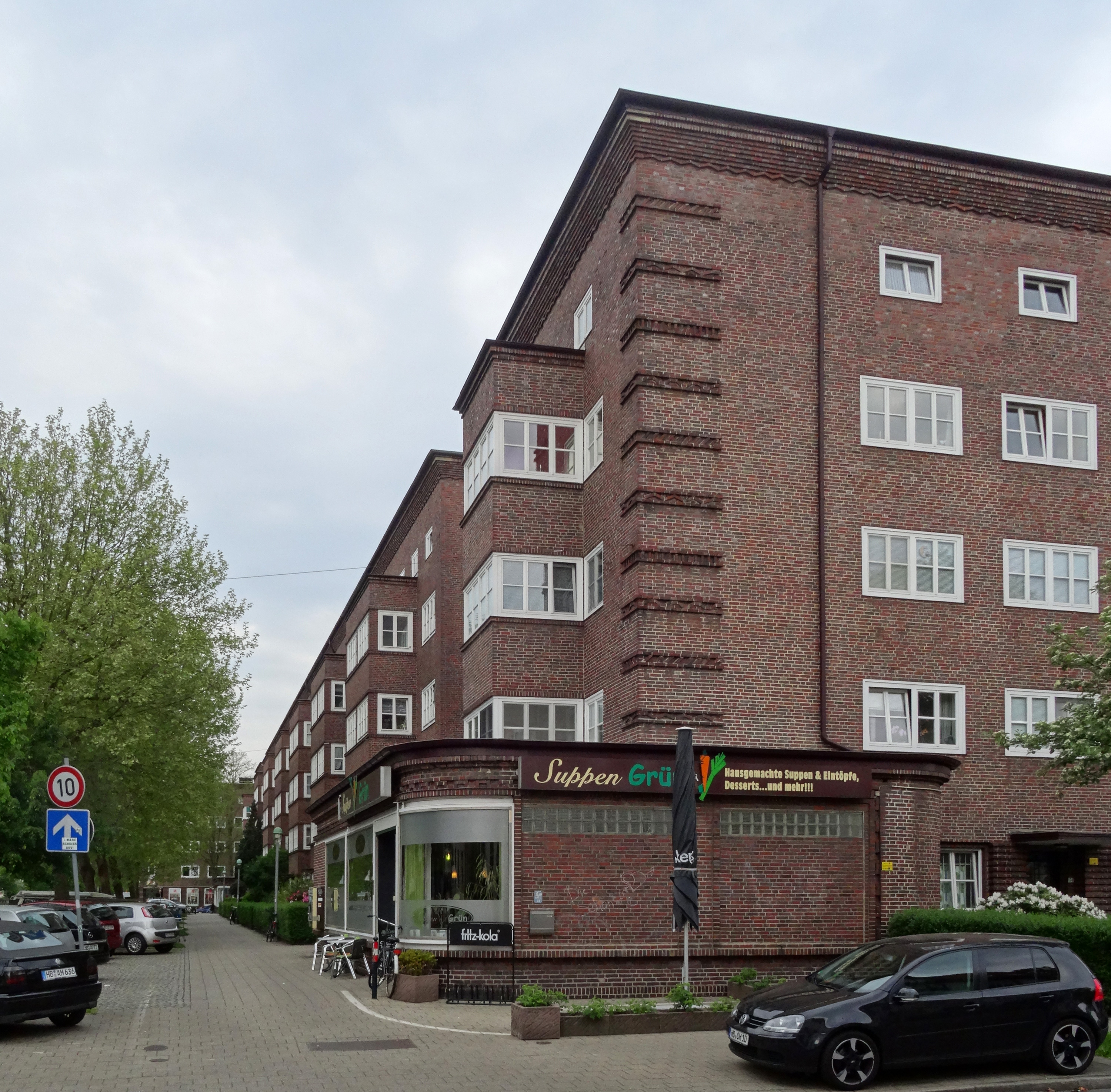
Wohnanlage Hamburger Straße

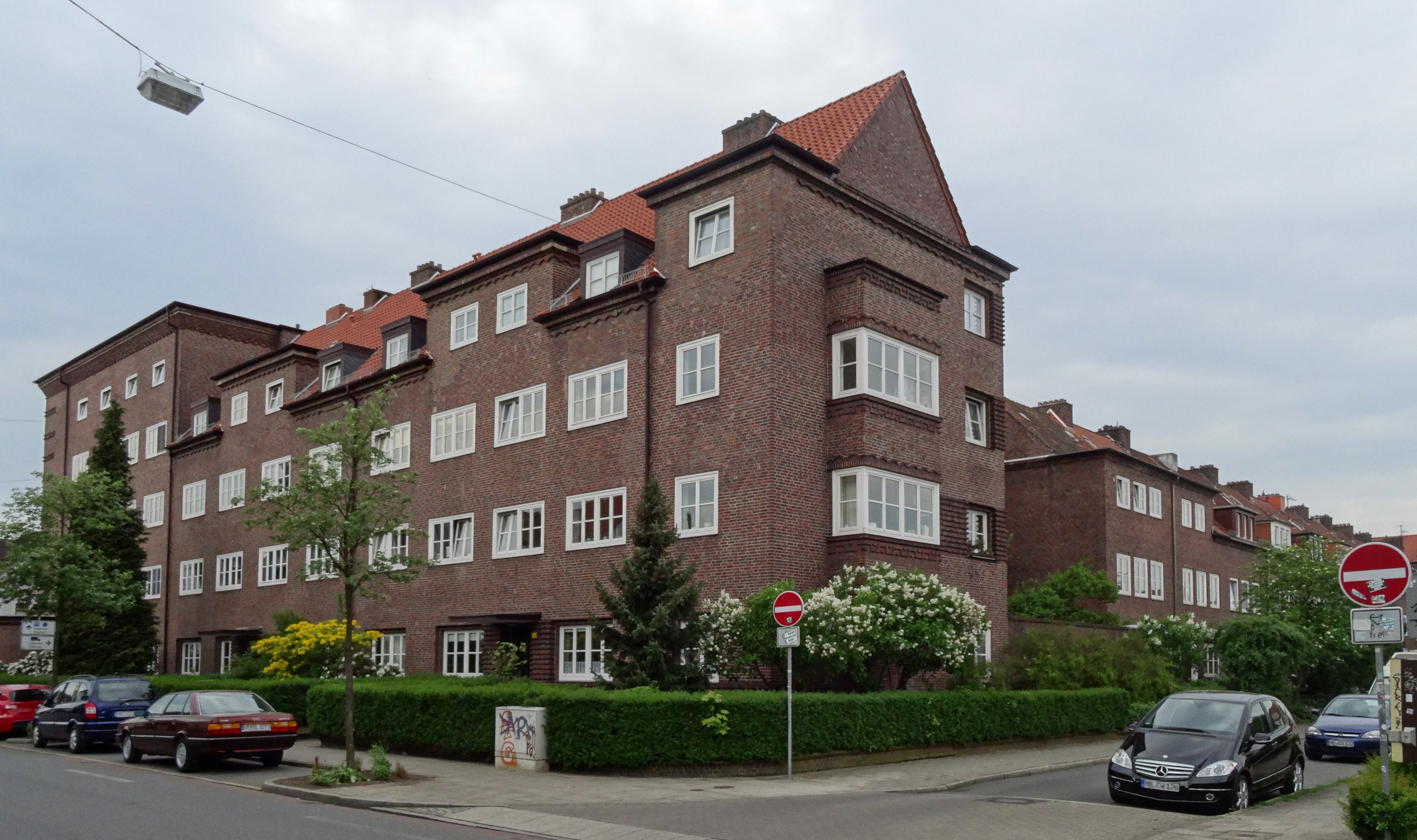
Wohnblock Hamburger Straße 222 (links), Blick entlang Stader Straße

Die ab 1928 nach Entwurf von Heinz Stoffregen errichtete Wohnanlage Hamburger Straße steht in Bremen-Östliche Vorstadt, Ortsteil Peterswerder.
Die Bebauung des Wohnblocks  Hamburger Straße 222 bis 240, Weimarer Straße 1–5, Stader Str. 45–58 und Altenburger Str. 2–24 wurde 1980 als Bremer Kulturdenkmal unter Denkmalschutz gestellt.

## Geschichte
1928 führte die Stadt Bremen durch das Wohnungsbauamt für ein Gebiet an der Hamburger Straße zwischen Stader- und Nienburger Straße einen Wettbewerb durch, um für das Gebiet „nach einheitlichen Gesichtspunkten ... etwas Mustergültiges“ zu schaffen. Verschiedene gemeinnützige Bauträger und Wohnungsgesellschaften mit ihren Architekten wurden dabei beteiligt. Nach dem städtebaulichen Konzept sollten die vier- und fünfgeschossigen Wohnblocks die ein- und zweigeschossigen Reihenhäuser von der Hauptverkehrsstraße abschirmen.
Die ein- bis fünfgeschossigen Gebäude mit Flach- oder Satteldach zwischen Hamburger und Altenburger Straße wurden von 1928 bis 1929 von Heinz Stoffregen und Rudolf August  geplant, Bauträger der fünfgeschossigen Häuser an der Hamburger, Stader und Weimarer Straße war der Gemeinnützige Beamten-Wohnungsverein, nur die Zweifamilienhäuser an der Altenburger Straße wurden vom Bauunternehmer Gerd Ehlers auf eigene Rechnung an Privatleute verkauft.
Die großen verklinkerten Wohnblöcke fluchten mit der Hamburger- und Stader Straße, wobei ein Block etwas zurück versetzt ist für den rechteckigen Tannhäuser Platz. An zwei Ecken entstanden eingeschossige Läden. Diesen Teil der kubischen Bebauung plante der Bremer Architekt Stoffregen als zukunftsweisende Gebäude der frühen Moderne in Deutschland. Ein breites Gesims schließt oben die Gebäude ab, die viergeschossigen Erker gliedern das Bauwerk. Die Details der Gestaltung lassen regionale Bezüge erkennen.
An der Hamburger Straße schließt stadteinwärts an die unter Denkmalschutz stehende Anlage zwischen Weimarer und Nienburger Straße die von der Angestellten-Baugenossenschaft Gagfah 1931-193 errichtete Riegelbebauung an, ein gemäßigt moderner, flach gedeckter Putzbau mit Klinkerelementen des Bremer Architekten Hermann Gildemeister.
Die hinter der Altenburger Straße stehenden zweigeschossigen Reihenhäuser wurden 1929 als Einfamilienhäuser vom Wohnungsbauamt errichtet und stehen zumeist quer zu den Blöcken. Sie erinnern noch etwas an das Bremer Haus der Jahrhundertwende. Bei einem einheitlichen Grundriss wurden die Fassaden etwas differenziert. Das Großsiedlungsgebiet, die erste städtische Planung dieser Art in Bremen, wurde mit eingeschossigen Reihenhäusern an der Altenburger (Klinker) und Oberhofer Straße (Putzbauten) zunächst abgeschlossen. Nach 1933 wurde die Siedlung mit den in dieser Zeit üblichen Gebäuden weitergeführt.
Heute (2020) werden die Gebäude weiterhin fast ausschließlich für Wohnzwecke genutzt.